# Streets: A Rock Opera
| Recensione | Giudizio |
| ---------- | -------- |
| AllMusic   | [ 1 ]    |
| Rock Hard  | 9,5/10   |

Streets: A Rock Opera è il sesto album in studio del gruppo musicale heavy metal statunitense Savatage, pubblicato nel 1991 dalla Atlantic Records. 

## Il disco
È un concept album ed è l'ultimo in cui i fratelli Oliva compaiono assieme (eccezion fatta per il successivo Edge of Thorns nel quale, però, Jon Oliva ricopre soltanto il ruolo di tastierista).
Ha necessitato di quasi un anno per la registrazione.
La storia parla dell'immaginario musicista DT Jesus che, all'inizio, è uno spacciatore di droga e fa parte della malavita delle strade di New York City. Le tematiche sviluppate sono la sua ascesa al successo e la sua caduta.
Tale concept è basato su uno scritto, del 1979, del produttore Paul O'Neill originariamente pensato per un musical a Broadway. Questo fu conservato in un cassetto, a casa sua, fino a che Criss Oliva lo trovò e lo propose come album dei Savatage. È da considerarsi una casualità che, all'epoca della pubblicazione, la vita del cantante Jon Oliva rispecchiasse il personaggio di DT Jesus.
Il titolo del disco, come nello scritto di O'Neill del 1979, avrebbe dovuto essere Gutter Ballet, tuttavia, il fatto che i primi pezzi approntati Gutter Ballet e When the Crowds are Gone vennero già pubblicati sull'album precedente portò, inizialmente, a considerare Ghost in the Ruins; prima di optare per il definitivo Streets: A Rock Opera. La canzone When the Crowds are Gone avrebbe dovuto seguire A Little Too Far. Alla fine, un album intitolato Ghost in the Ruins è stato pubblicato, nel 1995, come tributo alla memoria di Criss Oliva. 
Brani quali Jesus Saves e Ghost In The Ruins sono stati rifatti in occasione dell'album in versione più rock, ha detto O'Neill, mentre molti altri, come Believe, Heal My Soul e A Little Too Far compaiono tutti nella stessa versione progettata per lo spettacolo di Broadway. Altre tracce come Streets e Strange Reality sono state espressamente scritte per l'album.
Streets, originariamente, doveva essere un doppio CD, ma alla casa discografica Atlantic Records non piacque l'idea, perciò alcune canzoni furono tolte dalla registrazione finale (alcune di esse vennero riscritte, attraverso gli anni, andando a formare parti di canzoni del successivo Edge of Thorns). Tra le canzoni escluse c'erano: Larry Elbows (ritenuta da qualcuno la diciassettesima traccia); Stay, che coinvolge il personaggio sconosciuto di Duke; Desiree; Tonight I Would Be King; Sanctuary e Beyond Broadway.  Originariamente l'album avrebbe, anche, dovuto contenere più parti parlate, rispetto all'unica usata nell'introduzione di Jesus Saves, ma pure questa idea non piacque alla casa discografica che a seguito della pubblicazione del disco ne perse i master tape lasciando, pertanto, finire il materiale non edito nell'oblio.
Nel 2013, parte di suddetto materiale è stato ritrovato e l'album è stato ristampato con il titolo "Streets: A Rock Opera - Narrated Version". In questa versione sono incluse tutte le parti parlate e Larry Elbows. Inoltre, tutti i brani sono adeguatamente separati, non come precedenti stampe in cd che ne proponevano alcuni accorpati in un'unica traccia.
Nella "Narrated Version" la canzone Jesus Saves è sostituita dalla sua versione originale, inizialmente intitolata come il nome del personaggio principale: DT Jesus. Già pubblicata come bonus track della versione giapponese dell'album Dead Winter Dead e, presente nella compilation del 1995 From the Gutter to the Stage. Tra l'altro, da segnalare che non sono presenti i cori addizionali (apparsi poi in tutte le successive pubblicazioni) ma, solamente la voce di Jon Oliva.
Contrariamente alla credenza popolare, Paul O'Neill non scrisse tutti i testi delle canzoni. In brani come Tonight He Grins Again, Agony and Ecstasy e If I Go Away Jon Oliva scrisse le parole e la maggior parte della musica.
Negli anni 90, la band registrò un video musicale per la canzone Jesus Saves che ha ricevuto qualche passaggio su MTV e anche un video per New York City Don't Mean Nothing, ma il video è stato "perso" e non è mai andato in onda.

## Tracce
- 1. "Streets" - 6:50
- 2. "Jesus Saves" - 5:13
- 3. "Tonight He Grins Again" / "Strange Reality" - 8:02
- 4. "A Little Too Far"  - 3:25
- 5. "You're Alive" / "Sammy and Tex" - 4:58
- 6. "St. Patrick's" - 4:17
- 7. "Can You Hear Me Now" - 5:11
- 8. "New York City Don't Mean Nothing" - 4:01
- 9. "Ghost in the Ruins" - 5:32
- 10. "If I Go Away" - 5:17
- 11. "Agony and Ecstasy" / "Heal My Soul" - 6:11
- 12. "Somewhere in Time" / "Believe"  - 9:02

Nota: la versione in vinile non contiene le tracce "St. Patrick's" e "If I Go Away".
Bonus-track sulla re-release europea Edel del 1997
- 13. "Desiree" (acustica e cantata da Zachary Stevens) - 3:54

Bonus-tracks sulla re-release europea SPV del 2002
- 13. "Ghost in the Ruins" (live) - 5:20
- 14. "Jesus Saves" (live) - 4:02

Bonus-tracks sulla re-release europea EarMusic del 2011
- - "This isn't What We Meant" (acustica) - 5:20
- - "Morning Sun" (acustica) - 4:02

Nota: tale versione, del 2011, contiene le tracce "Tonight He Grins Again", "Strange Reality", "You're Alive", "Sammy and Tex", "Agony and Ecstasy", "Heal My Soul", "Somewhere in Time", "Believe" separate portando la tracklist a 16 pezzi. Le due bonus track acustiche, invece, appartengono al periodo "Dead Winter Dead"/"The Wake of Magellan".
"Narrated Version" edita da EarMusic nel 2013:
- 1. "Streets" 6:48
- 2. "Narration to "Jesus"" 1:05
- 3. "Jesus Saves (Original Version)" (precedentemente conosciuta come "DT Jesus") 4:49
- 4. "Narration to "Tonight He Grins Again"" 0:18
- 5. "Tonight He Grins Again" 3:26
- 6. "Narration to "Strange Reality"" 0:35
- 7. "Strange Reality" 4:54
- 8. "Narration to "A Little Too Far"" 0:16
- 9. "A Little Too Far" 3:23
- 10. "Narration to "You're Alive"" 0:25
- 11. "You're Alive" 1:51
- 12. "Narration to "Sammy And Tex"" 0:17
- 13. "Sammy And Tex" 3:06
- 14. "Narration to "St. Patrick's"" 0:42
- 15. "St. Patrick's" 4:15
- 16. "Narration to "Can You Hear Me Now"" 0:30
- 17. "Can You Hear Me Now" 5:09
- 18. "Narration to "New York City Don't Mean Nothing"" 0:57
- 19. "New York City Don't Mean Nothing" 3:59
- 20. "Narration to "Ghost In The Ruins"" 0:21
- 21. "Ghost In The Ruins" 5:29
- 22. "Narration to "If I Go Away"" 0:15
- 23. "If I Go Away" 5:15
- 24. "Narration to "Agony And Ecstasy"" 0:22
- 25. "Agony And Ecstasy" 3:32
- 26. "Narration to "Heal My Soul"" 2:03
- 27. "Heal My Soul" 2:33
- 28. "Narration to "Somewhere In Time"" 0:37
- 29. "Somewhere In Time" 3:15
- 30. "Believe" 5:41
- 31. "Larry Elbows" (inedito) 4:09

## Formazione
- Jon Oliva - voce, pianoforte, tastiere, batteria (Jesus Saves, Can You Hear me Now)
- Criss Oliva - chitarra, voce addizionale, basso (Jesus Saves, Can You Hear me Now)
- Johnny Lee Middleton - basso, voce addizionale
- Steve Wacholz - batteria

### Altri musicisti
- Bob Kinkel - tastiere
- John Zahner - chitarra, tastiere, voce addizionale
- Abi Reid - voce femminile

### Tour Line-up
- Jon Oliva - voce, pianoforte, tastiere
- Criss Oliva - chitarra
- John Zahner - chitarra, tastiere, voce addizionale
- Johnny Lee Middleton - basso
- Steve Wacholz - batteria

## Classifiche
| Classifica (2022) | Posizione massima |
| ----------------- | ----------------- |
| Germania          | 9                 |